# Santiago Javier Chávez Pareja

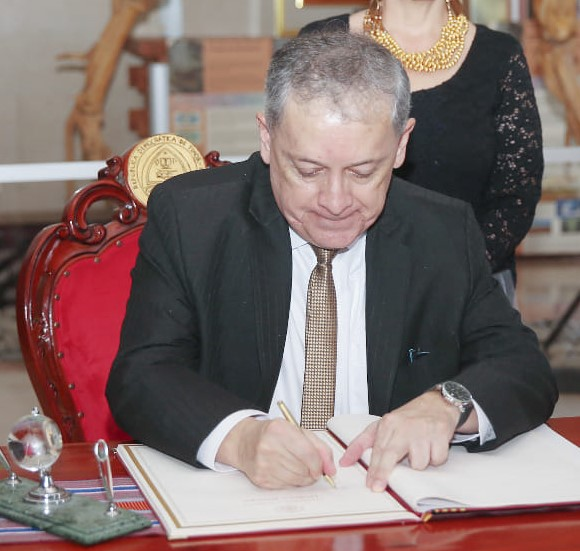
Santiago Javier Chávez Pareja (2023)

Santiago Javier Chávez Pareja ist ein ecuadorianischer Diplomat.

## Werdegang
Chávez hat einen Master-Titel in Sicherheit und Entwicklung mit einer Spezialisierung in Public Management und Business Management vom Institut für Höhere Nationale Studien. Außerdem hat er einen Abschluss in Rechtswissenschaften von der Päpstlichen Katholischen Universität Ecuadors (PUCE). Außerdem nahm er an mehreren Spezialisierungskursen und Praktika in Bereichen der internationalen Beziehungen in Italien, China, Japan, den USA und der Schweiz teil.
Chávez begann 1981 für das ecuadorianische „Ministerium für auswärtige Angelegenheiten und menschliche Mobilität“ zu arbeiten. Unter anderem arbeitete er in den diplomatischen Vertretungen Ecuadors in Südkorea, Belgien und bei der Europäischen Union, Luxemburg, Venezuela, den Vereinigten Staaten und bei der Welthandelsorganisation.
2016 war Chávez Charge d’Affaires der ecuadorianischen Botschaft in Brasilien. Als es zum Amtsenthebungsverfahren gegen Brasiliens Präsidentin Dilma Rousseff kam, wurde Chavéz von Ecuador zurückgerufen. Auch der damalige eigentliche Botschafter Horacio Sevilla kehrte nicht mehr nach Brasilien zurück. 2018 wurde Chavéz „Vizeminister für menschliche Mobilität“ und übernahm im selben Jahr die Präsidentschaft des Globalen Forums für Migration und Entwicklung 2019.
Am 28. Januar 2021 wurde Chavéz zum neuen ecuadorianischen Botschafter in Indonesien mit Sitz in Jakarta bestimmt. Dazu kam die Zuständigkeit für die ASEAN, Brunei, Osttimor, die Philippinen und Singapur. Am 1. September 2021 übergab Chavéz seine Akkreditierung an Indonesiens Präsident Joko Widodo. Seine Akkreditierung für Singapur übergab Chavéz am 31. Mai 2022 und für die ASEAN  am 1. Dezember 2022. Am 1. Februar 2023 übergab Chávez seine Zweitakkreditierung als Botschafter in Osttimor an Präsident José Ramos-Horta.
Chavéz war Dozent für die juristische Beilegung von Handelsstreitigkeiten bei der Welthandelsorganisation und lateinamerikanische internationale Beziehungen an der juristischen Fakultät bzw. an der Fakultät für Humanwissenschaften der PUCE.

## Sonstiges
Chavéz ist mit María Augusta Hidalgo Chiriboga verheiratet und hat zwei Kinder.